# Budziszynek
Budziszynek – wieś sołecka w Polsce położona w województwie mazowieckim, w powiecie grójeckim, w gminie Chynów.
Wieś znajdowała się na terenie parafii Drwalew. W 1603 r. – dziesięcina kmieca z tej wsi należy do wikarego z Drwalewa.
Pod koniec XIX w. we wsi były 23 gospodarstwa o pow. 224 mórg oraz folwark o pow. 763 mórg.
1929 – Wieś należy do Gminy Chynów. Właścicielem majątku ziemskiego w Budziszynku o pow. 153 ha jest Maria Krukowska (posiada też majątek w Budziszynie). We wsi działa Mleczarnia „Jedność” sp. z o.o. – są też dwa wiatraki.
W spadku majątek odziedziczył Jerzy Roszkowski, który jeszcze w 1951 r, był w części jego właścicielem.
W latach 1954–1959 wieś należała i była siedzibą władz gromady Budziszynek, po jej zniesieniu w gromadzie Chynów. W latach 1975–1998 miejscowość administracyjnie należała do województwa radomskiego.

## Edukacja
Szkoła Podstawowa im. Kawalerów Orderu Uśmiechu.